# Kristine W
Kristine Weitz, conhecida pelo seu nome artístico Kristine W é uma cantora e compositora norte-americana de dance-pop. Lançou sete álbuns, e alcançou dez vezes o topo da Billboard Dance/Club Play Songs dos Estados Unidos.

## Vida
Nascida e criada em Pasco, Washington, ela encontrou sucesso precoce competindo em concursos e concursos de talentos, ganhando o Miss Washington e um prêmio preliminar de maiô, bem como um prêmio NFT no concurso Miss América. Kristine W é agora uma das artistas de clubes de dança mais populares de todos os tempos, com 17 #1s até hoje na parada Billboard Dance Club Songs. Ela está atualmente listada entre os 8 Maiores Artistas de Clubes de Dança de Todos os Tempos da Billboard, e ela foi classificada em terceiro lugar no Top Dance Artists of the Decade da Billboard. Ela é especialmente popular na comunidade gay e é uma defensora declarada dos direitos LGBT, frequentemente se apresentando em comícios de orgulho e eventos de caridade para organizações pró-LGBT em todo os EUA.
Depois de competir no Miss América, Kristine W mudou-se para Las Vegas, onde se apresentou regularmente no Las Vegas Hilton e ganhou o prêmio de "Artista do Ano de Las Vegas" por vários anos. Kristine W foi reconhecida pela cidade de Las Vegas por seu número recorde de shows, o que levou a 28 de junho a ser oficialmente designada como Kristine W Day pelo estado de Nevada. Essas performances levaram ao seu primeiro contrato de gravação e subsequente single de estreia, "Feel What You Want", marcando o primeiro de 17 #1s da cantora na parada Billboard Dance Club Songs. Kristine W também está empatada em terceiro lugar com Beyoncé para o maior número de hits #1 consecutivos, com nove. Além disso, seu álbum The Power of Music é um dos três únicos álbuns na história da parada a produzir pelo menos sete No. 1s de um álbum (Katy Perry's Teenage Dream [2010] também teve sete, e Rihanna's Anti [2016] teve oito).

## Discografia

### Álbuns
- Perfect Beat (1994, Plain Rap Records)
- Land of the Living (1996, RCA Records)
- Stronger (2000, RCA Records)
- Fly Again (2003, Tommy Boy Entertainment)
- The Power of Music (2009 Fly Again Music)
- Straight Up with a Twist – (2010 Fly Again Music)
- New & Number Ones (Club Mixes Part 1–2) (2012 Fly Again Music)
- Episode One: Love and Lies (2020, Fly Again Music)

### Singles / EPs
- Show and Tell (as Kristine and the Sting; 1991, lançamento independente)
- All I Need Is Your Love (1991, auto-lançado; 2008, Fly Again Music)
- Feel What You Want (1994, Champion Records)
- One More Try (1995, Champion Records)
- Don't Wanna Think (1995, Champion Records)
- Land of the Living (1996, Champion Records)
- Lovin' You (2000, Tommy Boy Entertainment)
- Stronger (2000, Tommy Boy Entertainment)
- O Holy Night (2001, Tommy Boy Entertainment)
- Some Lovin' (2002, Tommy Boy Entertainment)
- Fly Again (Remixes) (2003, Tommy Boy Entertainment)
- Save My Soul (2004, Tommy Boy Entertainment)
- The Wonder Of It All (2005, Tommy Boy Entertainment)
- I'll Be Your Light (2005; Tommy Boy Entertainment)
- Walk Away (2007, Moran Music)
- The Boss (2008, Fly Again Music)
- Hey, Mr. Christmas (2008 Fly Again Music)
- The Power of Music (Maxi-Single) (2009, Fly Again Music)
- Never (2009, Fly Again Music)
- Love Is The Look (2009, Fly Again Music)
- Be Alright (2009, Fly Again Music)
- What I Like About You (2011, Fly Again Music)
- Fade (2011, Fly Again Music)
- Christmas Bells (2011, Fly Again Music)
- Everything That I Got (2012, Fly Again Music)
- On The Radio (2011, Fly Again Music)
- Mary Did You Know (2011, Fly Again Music)
- Every Day's A Holiday (2011, Fly Again Music)
- Everything That I Got (2012, Fly Again Music)
- So Close To Me (2013, Fly Again Music)
- Love Come Home (2014, Fly Again Music)
- Out There (2016, Fly Again Music)
- Stars (2017, Fly Again Music)

### Singles

#### Como artista principal
| Ano  | Título                              | Posições mais altas | Posições mais altas | Posições mais altas | Posições mais altas | Álbum                      |
| Ano  | Título                              | NLD                 | US                  | US Dance            | UK                  | Álbum                      |
| ---- | ----------------------------------- | ------------------- | ------------------- | ------------------- | ------------------- | -------------------------- |
| 1985 | "Head Games"                        | —                   | —                   | —                   | —                   | Single não-álbum           |
| 1989 | "All I Need Is Your Love"           | —                   | —                   | —                   | —                   | Single não-álbum           |
| 1991 | "Show And Tell"                     | —                   | —                   | —                   | —                   | Single não-álbum           |
| 1994 | "Feel What You Want"                | 5                   | —                   | 1                   | 33                  | Land of the Living         |
| 1996 | "One More Try"                      | 16                  | 78                  | 1                   | 41                  | Land of the Living         |
| 1996 | "Land of the Living"                | 44                  | —                   | 1                   | 57                  | Land of the Living         |
| 2000 | "Stronger"                          | —                   | —                   | 1                   | —                   | Stronger                   |
| 2001 | "Lovin' You"                        | —                   | —                   | 1                   | —                   | Stronger                   |
| 2003 | "Some Lovin'" (Murk vs. Kristine W) | —                   | —                   | 1                   | —                   | Murk                       |
| 2003 | "Fly Again"                         | —                   | —                   | 1                   | —                   | Fly Again                  |
| 2004 | "Save My Soul"                      | —                   | —                   | 1                   | —                   | Fly Again                  |
| 2005 | "The Wonder of It All (Remixes)"    | —                   | —                   | 1                   | —                   | Fly Again                  |
| 2006 | "I'll Be Your Light"                | —                   | —                   | 2                   | —                   | Fly Again                  |
| 2008 | "The Boss"                          | —                   | —                   | 1                   | —                   | The Power of Music         |
| 2008 | "Never"                             | —                   | —                   | 1                   | —                   | The Power of Music         |
| 2009 | "Love Is the Look"                  | —                   | —                   | 1                   | —                   | The Power of Music         |
| 2009 | "Be Alright"                        | —                   | —                   | 1                   | —                   | The Power of Music         |
| 2009 | "The Power of Music"                | —                   | —                   | 1                   | —                   | The Power of Music         |
| 2011 | "Fade"                              | —                   | —                   | 1                   | —                   | The Power of Music         |
| 2012 | "Everything That I Got"             | —                   | —                   | 4                   | —                   | New & Number Ones          |
| 2013 | "So Close to Me"                    | —                   | —                   | 2                   | —                   | New & Number Ones          |
| 2014 | "Love Come Home" (2014)             | —                   | —                   | 4                   | —                   | New & Number Ones          |
| 2016 | "Out There"                         | —                   | —                   | 3                   | —                   | Out There                  |
| 2017 | "Stars"                             | —                   | —                   | 1                   | —                   | Stars                      |
| 2020 | "Just A Lie"                        | —                   | —                   | 11                  | —                   | Episode One: Love and Lies |

#### Como artista em destaque
| Ano  | Título                                                                      | Posições mais altas | Posições mais altas | Álbum                          |
| Ano  | Título                                                                      | US Dance            | UK                  | Álbum                          |
| ---- | --------------------------------------------------------------------------- | ------------------- | ------------------- | ------------------------------ |
| 1994 | "Love Come Home" (1994 Version) (Our Tribe com Frankë Pharaoh e Kristine W) | —                   | 33                  | Single não-álbum               |
| 2007 | "Walk Away" (Tony Moran com Kristine W)                                     | 1                   | —                   | The Event / The Power of Music |